# Tegenaria schmalfussi
Tegenaria schmalfussi is een spinnensoort in de taxonomische indeling van de trechterspinnen (Agelenidae).
Het dier behoort tot het geslacht Tegenaria. De wetenschappelijke naam van de soort werd voor het eerst geldig gepubliceerd in 1976 door Paolo Marcello Brignoli.